# Seznam vítězů mužské dvouhry na US Open
Seznam vítězů mužské dvouhry na US Open uvádí přehled šampionů mužské singlové soutěže na tenisovém turnaji US Open.
US Open je tenisový Grand Slam, každoročně hraný na přelomu srpna a září jako závěrečná část čtyřdílné grandslamové kategorie. Do roku 1974 probíhal na trávě, v letech 1975 až 1977 na antuce Har-Tru a od roku 1978, kdy byl přesunut do areálu Národního tenisového centra Billie Jean Kingové ve Flushing Meadows newyorského Queensu, se odehrává na tvrdém povrchu. Americký major byl založen v roce 1881 v Newportu a po Wimbledonu je tak druhým nejstarším grandslamem. Předchozími dějišti byly Newport (1881–1914), Forest Hills (1915–1920, 1924–1977) a Filadelfie (1921–1923).
Nejvyšší počet sedmi titulů vyhráli Američané Richard Sears (1881–1887), William Larned (1901–1902, 1907–1911) a Bill Tilden  (1920–1925, 1929), když všechny získali v amatérské éře. Rekordních pět trofejí v otevřené éře vybojovali Američané Jimmy Connors (1974, 1976, 1978, 1982–1983), Pete Sampras (1990, 1993, 1995–1996, 2002) a Švýcar Roger Federer (2004–2008), který je získal v řadě.
Rekordních osm finále za sebou odehráli Američan Bill Tilden (1918–1925), z toho šestkrát vítězně, a Čechoslovák Ivan Lendl  (1982–1989), z toho třikrát vítězně v řadě. Jeho sérii ukončil Sampras ve čtvrtfinále 1990. Největší, 14leté rozpětí mezi prvním a posledním titulem dosáhl Australan Ken Rosewall (1956–1970), v otevřené éře pak 12leté Sampras (1990–2002) a Novak Djoković (2011–2023).

## Historie
Mužská dvouhra měla premiéru v sezóně 1881 stejně jako mužská čtyřhra, ale šest let před prvním ročníkem žen. Původní název grandslamu zněl „U.S. National Singles Championships for Men“.

### Formát
První tři ročníky se konaly ve formátu standardního pavouka zakončeného finálem. Účast však byla omezena na tenisty hrající v amerických klubech.

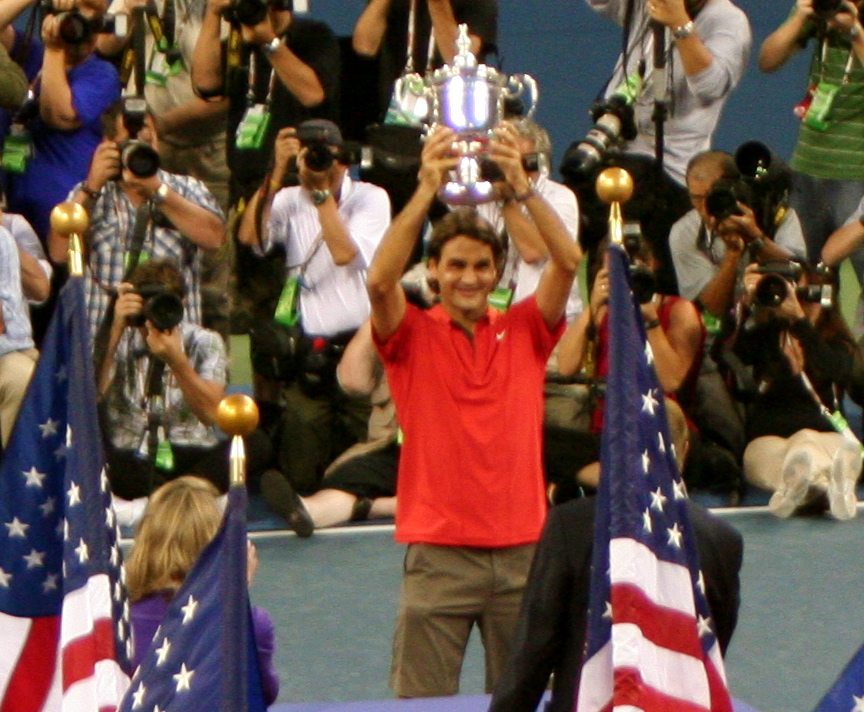
Roger Federer vyhrál pět ročníků v řadě

V roce 1884 došlo k otevření turnaje pro zahraniční hráče, resp. mimo ty z amerických klubů, a k přechodu na systém tzv. vyzývacího finále (Challenge round). Vítěz v něm automaticky postoupil do finále následujícího ročníku, kde se střetl s vítězem vyřazovací části (All-Comers singles). Jestliže obhájce titulu na turnaji nestartoval, titul automaticky připadl vítězi vyřazovací části. Tato situace v mužské dvouhře nastala šestkrát, a to v letech 1888, 1893, 1898, 1901, 1904 a 1907. K opuštění vyzývacího formátu došlo u mužů v roce 1911. Od následujícího roku již obhájce titulu nastupoval do úvodního kola soutěže. V době konání v Newportu, mezi roky 1908–1914, přesáhla startovní listina 128 hráčů. K redukci došlo v roce 1915 s přestěhováním grandslamu do Forest Hills.
V období 1881–1885 se všechny zápasy konaly na dvě vítězné sady, s výjimkou finále vyřazovací fáze i vyzývací fáze  Od roku 1886 pak muži změnili formát utkání na tři vítězné sety. K přechodnému návratu na dvě vítězné sady došlo v počátečních kolech roku 1917, v letech 1943–1945 a také v období antukového turnaje 1975–1978.
Tiebreak byl jako ukončení všech sad zaveden v roce 1970. Do sezóny 1974 byl uplatňován systém náhlé smrti po devátém bodu zkrácené hry (za stavu 8:8). Od roku 1975 je praktikován standardní formát minimálního rozdílu dvou bodů po odehrání dvanácti míčů. Do sezóny 2019 představoval US Open jediný grandslamový turnaj, jenž využíval tiebreak i v rozhodujících setech zápasů. V roce 2022 byl na grandslamech zaveden jednotný formát ukončení rozhodujících setů utkání. Za stavu her 6–6 v rozhodující sadě tak následuje supertiebreak do 10 bodů, s minimálně dvoubodovým rozdílem.

### Povrch

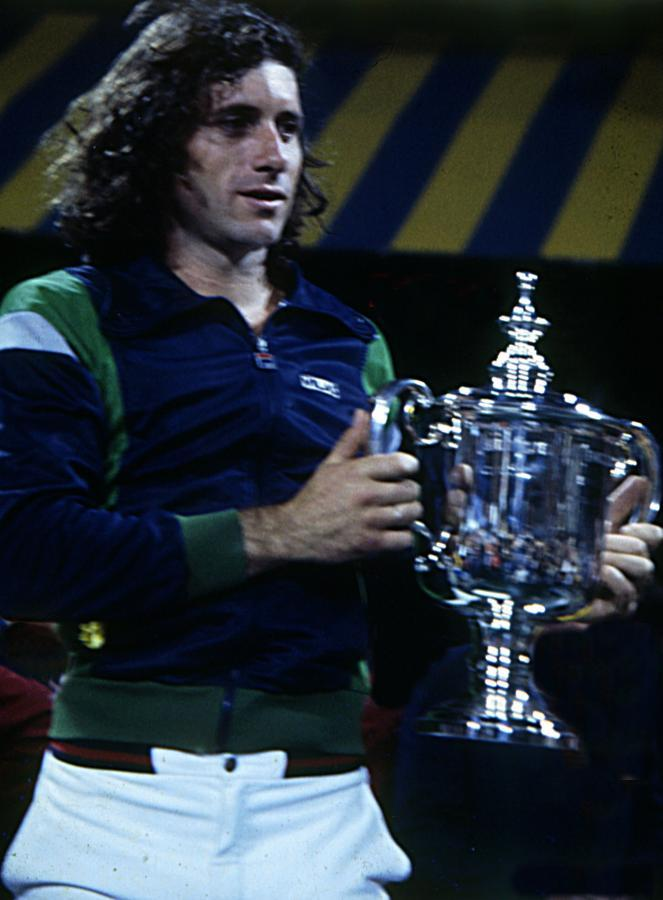
Argentinec Guillermo Vilas se v roce 1977 stal prvním jihoamerickým vítězem

V letech 1887–1974 grandslam probíhal na trávě a mezi roky 1975 až 1977 na zelené antuce „Har-Tru“ ve Forest Hills. Od roku 1978 se odehrává v areálu Billie Jean Kingové  ve Flushing Meadows na tvrdém povrchu, kterým byl až do roku 2019 DecoTurf. Minimálně pro sezóny jej nahradil 2020–2025 středně pomalý povrch Laykold. Pouze Američan Jimmy Connors, včetně žen, triumfoval na trávě, antuce i tvrdém povrchu.

### Věkové rekordy
Nejmladším vítězem se v roce 1990 stal Američan Pete Sampras, když vyhrál v 19 letech a 28 dnech. Přibližně o šet měsíců tím překonal hodnotu Olivera Campbella z ročníku 1890. Naopak jako nejstarší si titul roku 1911 odvezl americký hráč William Larned ve věku 38 let, 8 měsíců a 3 dní. V otevřené éře rekord nejstaršího šampiona drží Srb Novak Djoković, který v roce 2023 triumfoval ve 36 letech, 3 měsících a 19 dnech. Následuje jej Australan Ken Rosewall, který v roce 1970 triumfoval v 35 letech a 10 měsících.

### Pohár pro vítěze
Vítězové získávají repliky stříbrného poháru „US Open Trophy“ ve stejné velikosti, které v roce 1987 začala vyrábět firma Tiffany & Co. Původní stříbrný pohár vyrobený na zakázku Amerického tenisového svazu byl předáván od roku 1881. Úpravou vzhledu prošel v roce 1917 a redesign pak provedlo klenotnictví Tiffany v roce 1987. Pohár váží 4,5 kg a na výšku měří 47 cm.

## Přehled finále
| Legenda éry vyzývacího finále (1884–1911)                     |
| ------------------------------------------------------------- |
| účast jen pro členy americké tenisové asociace                |
| vítěz kvalifikačního turnaje a vítěz vyzývacího finále        |
| obhájce trofeje a vítěz vyzývacího finále (1 zápas v ročníku) |
| vítěz kvalifikačního turnaje, vyzývací finále nehráno         |

### United States National Championships
| Rok  | vítěz                   | poražený finalista         | výsledek                  |
| ---- | ----------------------- | -------------------------- | ------------------------- |
| 1881 | Richard Sears           | William Glyn               | 6–0, 6–3, 6–2             |
| 1882 | Richard Sears           | Clarence Clark             | 6–1, 6–4, 6–0             |
| 1883 | Richard Sears           | James Dwight               | 6–2, 6–0, 9–7             |
| 1884 | Richard Sears           | Howard Taylor              | 6–0, 1–6, 6–0, 6–2        |
| 1885 | Richard Sears           | Godfrey Brinley            | 6–3, 4–6, 6–0, 6–3        |
| 1886 | Richard Sears           | Robert Livingston Beeckman | 4–6, 6–1, 6–3, 6–4        |
| 1887 | Richard Sears           | Henry Slocum               | 6–1, 6–3, 6–2             |
| 1888 | Henry Slocum            | Howard Taylor              | 6–4, 6–1, 6–0             |
| 1889 | Henry Slocum            | Quincy Shaw                | 6–3, 6–1, 4–6, 6–2        |
| 1890 | Oliver Campbell         | Henry Slocum               | 6–2, 4–6, 6–3, 6–1        |
| 1891 | Oliver Campbell         | Clarence Hobart            | 2–6, 7–5, 7–9, 6–1, 6–2   |
| 1892 | Oliver Campbell         | Frederick Hovey            | 7–5, 3–6, 6–3, 7–5        |
| 1893 | Robert Wrenn            | Frederick Hovey            | 6–4, 3–6, 6–4, 6–4        |
| 1894 | Robert Wrenn            | Manliffe Goodbody          | 6–8, 6–1, 6–4, 6–4        |
| 1895 | Frederick Hovey         | Robert Wrenn               | 6–3, 6–2, 6–4             |
| 1896 | Robert Wrenn            | Frederick Hovey            | 7–5, 3–6, 6–0, 1–6, 6–1   |
| 1897 | Robert Wrenn            | Wilberforce Eaves          | 4–6, 8–6, 6–3, 2–6, 6–2   |
| 1898 | Malcolm Whitman         | Dwight Davis               | 3–6, 6–2, 6–2, 6–1        |
| 1899 | Malcolm Whitman         | Jahial Parmly Paret        | 6–1, 6–2, 3–6, 7–5        |
| 1900 | Malcolm Whitman         | William Larned             | 6–4, 1–6, 6–2, 6–2        |
| 1901 | William Larned          | Beals Wright               | 6–2, 6–8, 6–4, 6–4        |
| 1902 | William Larned          | Reginald Doherty           | 4–6, 6–2, 6–4, 8–6        |
| 1903 | Lawrence Doherty        | William Larned             | 6–0, 6–3, 10–8            |
| 1904 | Holcombe Ward           | William Clothier           | 10–8, 6–4, 9–7            |
| 1905 | Beals Wright            | Holcombe Ward              | 6–2, 6–1, 11–9            |
| 1906 | William Clothier        | Beals Wright               | 6–3, 6–0, 6–4             |
| 1907 | William Larned          | Robert LeRoy               | 6–2, 6–2, 6–4             |
| 1908 | William Larned          | Beals Wright               | 6–1, 6–2, 8–6             |
| 1909 | William Larned          | William Clothier           | 6–1, 6–2, 5–7, 1–6, 6–1   |
| 1910 | William Larned          | Tom Bundy                  | 6–1, 5–7, 6–0, 6–8, 6–1   |
| 1911 | William Larned          | Maurice McLoughlin         | 6–4, 6–4, 6–2             |
| 1912 | Maurice McLoughlin      | Wallace Johnson            | 3–6, 2–6, 6–2, 6–4, 6–2   |
| 1913 | Maurice McLoughlin      | Richard Norris Williams    | 6–4, 5–7, 6–3, 6–1        |
| 1914 | Richard Norris Williams | Maurice McLoughlin         | 6–3, 8–6, 10–8            |
| 1915 | Bill Johnston           | Maurice McLoughlin         | 1–6, 6–0, 7–5, 10–8       |
| 1916 | Richard Norris Williams | Bill Johnston              | 4–6, 6–4, 0–6, 6–2, 6–4   |
| 1917 | Robert Lindley Murray   | Nathaniel Niles            | 5–7, 8–6, 6–3, 6–3        |
| 1918 | Robert Lindley Murray   | Bill Tilden                | 6–3, 6–1, 7–5             |
| 1919 | Bill Johnston           | Bill Tilden                | 6–4, 6–4, 6–3             |
| 1920 | Bill Tilden             | Bill Johnston              | 6–1, 1–6, 7–5, 5–7, 6–3   |
| 1921 | Bill Tilden             | Wallace Johnson            | 6–1, 6–3, 6–1             |
| 1922 | Bill Tilden             | Bill Johnston              | 4–6, 3–6, 6–2, 6–3, 6–4   |
| 1923 | Bill Tilden             | Bill Johnston              | 6–4, 6–1, 6–4             |
| 1924 | Bill Tilden             | Bill Johnston              | 6–1, 9–7, 6–2             |
| 1925 | Bill Tilden             | Bill Johnston              | 4–6, 11–9, 6–3, 4–6, 6–3  |
| 1926 | René Lacoste            | Jean Borotra               | 6–4, 6–0, 6–4             |
| 1927 | René Lacoste            | Bill Tilden                | 11–9, 6–3, 11–9           |
| 1928 | Henri Cochet            | Francis Hunter             | 4–6, 6–4, 3–6, 7–5, 6–3   |
| 1929 | Bill Tilden             | Francis Hunter             | 3–6, 6–3, 4–6, 6–2, 6–4   |
| 1930 | John Doeg               | Frank Shields              | 10–8, 1–6, 6–4, 16–14     |
| 1931 | Ellsworth Vines         | George Lott                | 7–9, 6–3, 9–7, 7–5        |
| 1932 | Ellsworth Vines         | Henri Cochet               | 6–4, 6–4, 6–4             |
| 1933 | Fred Perry              | Jack Crawford              | 6–3, 11–13, 4–6, 6–0, 6–1 |
| 1934 | Fred Perry              | Wilmer Allison             | 6–4, 6–3, 3–6, 1–6, 8–6   |
| 1935 | Wilmer Allison          | Sidney Wood                | 6–2, 6–2, 6–3             |
| 1936 | Fred Perry              | Don Budge                  | 2–6, 6–2, 8–6, 1–6, 10–8  |
| 1937 | Don Budge               | Gottfried von Cramm        | 6–1, 7–9, 6–1, 3–6, 6–1   |
| 1938 | Don Budge               | Gene Mako                  | 6–3, 6–8, 6–2, 6–1        |
| 1939 | Bobby Riggs             | Welby Van Horn             | 6–4, 6–2, 6–4             |
| 1940 | Don McNeill             | Bobby Riggs                | 4–6, 6–8, 6–3, 6–3, 7–5   |
| 1941 | Bobby Riggs             | Frank Kovacs               | 5–7, 6–1, 6–3, 6–3        |
| 1942 | Ted Schroeder           | Frank Parker               | 8–6, 7–5, 3–6, 4–6, 6–2   |
| 1943 | Joseph Hunt             | Jack Kramer                | 6–3, 6–8, 10–8, 6–0       |
| 1944 | Frank Parker            | Bill Talbert               | 6–4, 3–6, 6–3, 6–3        |
| 1945 | Frank Parker            | Bill Talbert               | 14–12, 6–1, 6–2           |
| 1946 | Jack Kramer             | Tom Brown                  | 9–7, 6–3, 6–0             |
| 1947 | Jack Kramer             | Frank Parker               | 4–6, 2–6, 6–1, 6–0, 6–3   |
| 1948 | Pancho Gonzales         | Eric Sturgess              | 6–2, 6–3, 14–12           |
| 1949 | Pancho Gonzales         | Ted Schroeder              | 16–18, 2–6, 6–1, 6–2, 6–4 |
| 1950 | Arthur Larsen           | Herbert Flam               | 6–3, 4–6, 5–7, 6–4, 6–3   |
| 1951 | Frank Sedgman           | Vic Seixas                 | 6–4, 6–1, 6–1             |
| 1952 | Frank Sedgman           | Gardnar Mulloy             | 6–1, 6–2, 6–3             |
| 1953 | Tony Trabert            | Vic Seixas                 | 6–3, 6–2, 6–3             |
| 1954 | Vic Seixas              | Rex Hartwig                | 3–6, 6–2, 6–4, 6–4        |
| 1955 | Tony Trabert            | Ken Rosewall               | 9–7, 6–3, 6–3             |
| 1956 | Ken Rosewall            | Lew Hoad                   | 4–6, 6–2, 6–3, 6–3        |
| 1957 | Malcolm Anderson        | Ashley Cooper              | 10–8, 7–5, 6–4            |
| 1958 | Ashley Cooper           | Malcolm Anderson           | 6–2, 3–6, 4–6, 10–8, 8–6  |
| 1959 | Neale Fraser            | Alex Olmedo                | 6–3, 5–7, 6–2, 6–4        |
| 1960 | Neale Fraser            | Rod Laver                  | 6–4, 6–4, 9–7             |
| 1961 | Roy Emerson             | Rod Laver                  | 7–5, 6–3, 6–2             |
| 1962 | Rod Laver               | Roy Emerson                | 6–2, 6–4, 5–7, 6–4        |
| 1963 | Rafael Osuna            | Frank Froehling            | 7–5, 6–4, 6–2             |
| 1964 | Roy Emerson             | Fred Stolle                | 6–4, 6–2, 6–4             |
| 1965 | Manuel Santana          | Cliff Drysdale             | 6–2, 7–9, 7–5, 6–1        |
| 1966 | Fred Stolle             | John Newcombe              | 4–6, 12–10, 6–3, 6–4      |
| 1967 | John Newcombe           | Clark Graebner             | 6–4, 6–4, 8–6             |

### US Open
| Rok  | vítěz                 | poražený finalista    | výsledek                          |
| ---- | --------------------- | --------------------- | --------------------------------- |
| 1968 | Arthur Ashe           | Tom Okker             | 14–12, 5–7, 6–3, 3–6, 6–3         |
| 1969 | Rod Laver             | Tony Roche            | 7–9, 6–1, 6–2, 6–2                |
| 1970 | Ken Rosewall          | Tony Roche            | 2–6, 6–4, 7–6(5–2), 6–3           |
| 1971 | Stan Smith            | Jan Kodeš             | 3–6, 6–3, 6–2, 7–6(5–3)           |
| 1972 | Ilie Năstase          | Arthur Ashe           | 3–6, 6–3, 6–7(1–5), 6–4, 6–3      |
| 1973 | John Newcombe         | Jan Kodeš             | 6–4, 1–6, 4–6, 6–2, 6–3           |
| 1974 | Jimmy Connors         | Ken Rosewall          | 6–1, 6–0, 6–1                     |
| 1975 | Manuel Orantes        | Jimmy Connors         | 6–4, 6–3, 6–3                     |
| 1976 | Jimmy Connors         | Björn Borg            | 6–4, 3–6, 7–6(11–9), 6–4          |
| 1977 | Guillermo Vilas       | Jimmy Connors         | 2–6, 6–3, 7–6(7–4), 6–0           |
| 1978 | Jimmy Connors         | Björn Borg            | 6–4, 6–2, 6–2                     |
| 1979 | John McEnroe          | Vitas Gerulaitis      | 7–5, 6–3, 6–3                     |
| 1980 | John McEnroe          | Björn Borg            | 7–6(7–4), 6–1, 6–7(5–7), 5–7, 6–4 |
| 1981 | John McEnroe          | Björn Borg            | 4–6, 6–2, 6–4, 6–3                |
| 1982 | Jimmy Connors         | Ivan Lendl            | 6–3, 6–2, 4–6, 6–4                |
| 1983 | Jimmy Connors         | Ivan Lendl            | 6–3, 6–7(2–7), 7–5, 6–0           |
| 1984 | John McEnroe          | Ivan Lendl            | 6–3, 6–4, 6–1                     |
| 1985 | Ivan Lendl            | John McEnroe          | 7–6(7–1), 6–3, 6–4                |
| 1986 | Ivan Lendl            | Miloslav Mečíř        | 6–4, 6–2, 6–0                     |
| 1987 | Ivan Lendl            | Mats Wilander         | 6–7(7–9), 6–0, 7–6(7–4), 6–4      |
| 1988 | Mats Wilander         | Ivan Lendl            | 6–4, 4–6, 6–3, 5–7, 6–4           |
| 1989 | Boris Becker          | Ivan Lendl            | 7–6(7–2), 1–6, 6–3, 7–6(7–4)      |
| 1990 | Pete Sampras          | Andre Agassi          | 6–4, 6–3, 6–2                     |
| 1991 | Stefan Edberg         | Jim Courier           | 6–2, 6–4, 6–0                     |
| 1992 | Stefan Edberg         | Pete Sampras          | 3–6, 6–4, 7–6(7–5), 6–2           |
| 1993 | Pete Sampras          | Cédric Pioline        | 6–4, 6–4, 6–3                     |
| 1994 | Andre Agassi          | Michael Stich         | 6–1, 7–6(7–5), 7–5                |
| 1995 | Pete Sampras          | Andre Agassi          | 6–4, 6–3, 4–6, 7–5                |
| 1996 | Pete Sampras          | Michael Chang         | 6–1, 6–4, 7–6(7–3)                |
| 1997 | Patrick Rafter        | Greg Rusedski         | 6–3, 6–2, 4–6, 7–5                |
| 1998 | Patrick Rafter        | Mark Philippoussis    | 6–3, 3–6, 6–2, 6–0                |
| 1999 | Andre Agassi          | Todd Martin           | 6–4, 6–7(5–7), 6–7(2–7), 6–3, 6–2 |
| 2000 | Marat Safin           | Pete Sampras          | 6–4, 6–3, 6–3                     |
| 2001 | Lleyton Hewitt        | Pete Sampras          | 7–6(7–4), 6–1, 6–1                |
| 2002 | Pete Sampras          | Andre Agassi          | 6–3, 6–4, 5–7, 6–4                |
| 2003 | Andy Roddick          | Juan Carlos Ferrero   | 6–3, 7–6(7–2), 6–3                |
| 2004 | Roger Federer         | Lleyton Hewitt        | 6–0, 7–6(7–3), 6–0                |
| 2005 | Roger Federer         | Andre Agassi          | 6–3, 2–6, 7–6(7–1), 6–1           |
| 2006 | Roger Federer         | Andy Roddick          | 6–2, 4–6, 7–5, 6–1                |
| 2007 | Roger Federer         | Novak Djoković        | 7–6(7–4), 7–6(7–2), 6–4           |
| 2008 | Roger Federer         | Andy Murray           | 6–2, 7–5, 6–2                     |
| 2009 | Juan Martín del Potro | Roger Federer         | 3–6, 7–6(7–5), 4–6, 7–6(7–4), 6–2 |
| 2010 | Rafael Nadal          | Novak Djoković        | 6–4, 5–7, 6–4, 6–2                |
| 2011 | Novak Djoković        | Rafael Nadal          | 6–2, 6–4, 6–7(3–7), 6–1           |
| 2012 | Andy Murray           | Novak Djoković        | 7–6(12–10), 7–5, 2–6, 3–6, 6–2    |
| 2013 | Rafael Nadal          | Novak Djoković        | 6–2, 3–6, 6–4, 6–1                |
| 2014 | Marin Čilić           | Kei Nišikori          | 6–3, 6–3, 6–3                     |
| 2015 | Novak Djoković        | Roger Federer         | 6–4, 5–7, 6–4, 6–4                |
| 2016 | Stan Wawrinka         | Novak Djoković        | 6–7(1–7), 6–4, 7–5, 6–3           |
| 2017 | Rafael Nadal          | Kevin Anderson        | 6–3, 6–3, 6–4                     |
| 2018 | Novak Djoković        | Juan Martín del Potro | 6–3, 7–6(7–4), 6–3                |
| 2019 | Rafael Nadal          | Daniil Medveděv       | 7–5, 6–3, 5–7, 4–6, 6–4           |
| 2020 | Dominic Thiem         | Alexander Zverev      | 2–6, 4–6, 6–4, 6–3, 7–6(8–6)      |
| 2021 | Daniil Medveděv       | Novak Djoković        | 6–4, 6–4, 6–4                     |
| 2022 | Carlos Alcaraz        | Casper Ruud           | 6–4, 2–6, 7–6(7–1), 6–3           |
| 2023 | Novak Djoković        | Daniil Medveděv       | 6–3, 7–6(7–5), 6–3                |
| 2024 | Jannik Sinner         | Taylor Fritz          | 6–3, 6–4, 7–5                     |

## Statistiky

### Vícenásobní vítězové
| Tenista                       | éra       | éra  | éra     | roky vítězství                           |
| Tenista                       | amatérská | open | celkově | roky vítězství                           |
| ----------------------------- | --------- | ---- | ------- | ---------------------------------------- |
| Bill Tilden (USA)             | 7         | 0    | 7       | 1920, 1921, 1922, 1923, 1924, 1925, 1929 |
| William Larned (USA)          | 7         | 0    | 7       | 1901, 1902, 1907, 1908, 1909, 1910, 1911 |
| Richard Sears (USA)           | 7         | 0    | 7       | 1881, 1882, 1883, 1884, 1885, 1886, 1887 |
| Pete Sampras (USA)            | 0         | 5    | 5       | 1990, 1993, 1995, 1996, 2002             |
| Jimmy Connors (USA)           | 0         | 5    | 5       | 1974, 1976, 1978, 1982, 1983             |
| Roger Federer (SUI)           | 0         | 5    | 5       | 2004, 2005, 2006, 2007, 2008             |
| Novak Djoković (SRB)          | 0         | 4    | 4       | 2011, 2015, 2018, 2023                   |
| John McEnroe (USA)            | 0         | 4    | 4       | 1979, 1980, 1981, 1984                   |
| Rafael Nadal (ESP)            | 0         | 4    | 4       | 2010, 2013, 2017, 2019                   |
| Robert Wrenn (USA)            | 4         | 0    | 4       | 1893, 1894, 1896, 1897                   |
| Ivan Lendl (TCH)              | 0         | 3    | 3       | 1985, 1986, 1987                         |
| Oliver Campbell (USA)         | 3         | 0    | 3       | 1890, 1891, 1892                         |
| Fred Perry (GBR)              | 3         | 0    | 3       | 1933, 1934, 1936                         |
| Malcolm Whitman (USA)         | 3         | 0    | 3       | 1898, 1899, 1900                         |
| Andre Agassi (USA)            | 0         | 2    | 2       | 1994, 1999                               |
| Don Budge (USA)               | 2         | 0    | 2       | 1937, 1938                               |
| Stefan Edberg (SWE)           | 0         | 2    | 2       | 1991, 1992                               |
| Roy Emerson (AUS)             | 2         | 0    | 2       | 1961, 1964                               |
| Neale Fraser (AUS)            | 2         | 0    | 2       | 1959, 1960                               |
| Pancho Gonzales (USA)         | 2         | 0    | 2       | 1948, 1949                               |
| Bill Johnston (USA)           | 2         | 0    | 2       | 1915, 1919                               |
| Jack Kramer (USA)             | 2         | 0    | 2       | 1946, 1947                               |
| René Lacoste (FRA)            | 2         | 0    | 2       | 1926, 1927                               |
| Rod Laver (AUS)               | 1         | 1    | 2       | 1962, 1969                               |
| Maurice McLoughlin (USA)      | 2         | 0    | 2       | 1912, 1913                               |
| Robert Lindley Murray (USA)   | 2         | 0    | 2       | 1917, 1918                               |
| John Newcombe (AUS)           | 1         | 1    | 2       | 1967, 1973                               |
| Frank Parker (USA)            | 2         | 0    | 2       | 1944, 1945                               |
| Patrick Rafter (AUS)          | 0         | 2    | 2       | 1997, 1998                               |
| Bobby Riggs (USA)             | 2         | 0    | 2       | 1939, 1941                               |
| Ken Rosewall (AUS)            | 1         | 1    | 2       | 1956, 1970                               |
| Frank Sedgman (AUS)           | 2         | 0    | 2       | 1951, 1952                               |
| Henry Slocum (USA)            | 2         | 0    | 2       | 1888, 1889                               |
| Tony Trabert (USA)            | 2         | 0    | 2       | 1953, 1955                               |
| Ellsworth Vines (USA)         | 2         | 0    | 2       | 1931, 1932                               |
| Richard Norris Williams (USA) | 2         | 0    | 2       | 1914, 1916                               |

Vysvětlivky
1. ↑  Rok psaný kurzivou znamená, že vítěz získal titul jako obhájce ve vyzývacím finále; na turnaji odehrál jediný zápas.

### Vítězové podle státu
| Stát                   | éra       | éra  | éra     | titul | titul    |
| Stát                   | amatérská | open | celkově | první | poslední |
| ---------------------- | --------- | ---- | ------- | ----- | -------- |
| Spojené státy americké | 66        | 19   | 85      | 1881  | 2003     |
| Austrálie              | 12        | 6    | 18      | 1951  | 2001     |
| Španělsko              | 1         | 6    | 7       | 1965  | 2022     |
| Švýcarsko              | 0         | 6    | 6       | 2004  | 2016     |
| Spojené království     | 4         | 1    | 5       | 1903  | 2012     |
| Srbsko                 | 0         | 4    | 4       | 2011  | 2023     |
| Československo         | 0         | 3    | 3       | 1985  | 1987     |
| Francie                | 3         | 0    | 3       | 1926  | 1928     |
| Švédsko                | 0         | 3    | 3       | 1988  | 1992     |
| Argentina              | 0         | 2    | 2       | 1977  | 2009     |
| Rusko                  | 0         | 2    | 2       | 2000  | 2021     |
| Chorvatsko             | 0         | 1    | 1       | 2014  | 2014     |
| Itálie                 | 0         | 1    | 1       | 2024  | 2024     |
| Mexiko                 | 1         | 0    | 1       | 1963  | 1963     |
| Německo                | 0         | 1    | 1       | 1989  | 1989     |
| Rakousko               | 0         | 1    | 1       | 2020  | 2020     |
| Rumunsko               | 0         | 1    | 1       | 1972  | 1972     |

Vysvětlivky
1. ↑  Šedě zvýrazněn zaniklý stát.
2. ↑  Boris Becker vyhrál v roce 1989 jako reprezentant Spolkové republiky Německo (FRG, 1949–1990) před znovusjednocením Německa (GER) v říjnu 1990.